# Dromicodryas bernieri
Dromicodryas bernieri — вид змій родини Pseudoxyrhophiidae. Ендемік Мадагаскару.

## Поширення і екологія
Dromicodryas bernieri поширені на більшій частині острова Мадагаскар, а також на сусідньому острівці Нусі-Бе. Вони живуть в сухих тропічних лісах, чагарникових заростях і саванах, трапляються на болотах.